# Belarussischer Verband der Funkamateure und Radiosportler
Der Belarussische Verband der Funkamateure und Radiosportler (belarussisch Беларуская федэрацыя радыёаматараў і радиоспортсменов; Bielaruskaja fiederacyja radyjoamataraŭ i radiosportsmienov; russisch Белорусская федерация радиолюбителей и радиоспортсменов; Belorusskaya federatsiya radiolyubiteley i radiosportsmenov), kurz BFRR (russisch БфРР) ist der nationale Verband der Funkamateure in Belarus.

## Geschichte
Der Verband wurde 1993 als öffentliche gemeinnützige Gesellschaft gegründet. Er ist Mitglied der International Amateur Radio Union (IARU Region 1), der internationalen Vereinigung von Amateurfunkverbänden, und vertritt dort die Interessen der belarussischen Funkamateure.